# Charles François de Calonne-d'Avesnes
Charles François de Calonne d'Avesnes est un chevalier de Malte, officier et homme politique français, né le 15 octobre 1744 à Avesnes-Chaussoy (Somme)  et décédé le 21 février 1840 à Blangy-sur-Bresle (Seine-Maritime).

## Biographie
Charles François de Calonne est le fils de Louis Edouard de Calonne, seigneur d'Avesnes, Boisrault, Chaussoy, Fresneville, Fontaine, Grébomesnil, Saint Jean, Blangy, et de Françoise Renée de Bommy.

### Chevalier de Malte
En 1746, il est reçu de minorité dans l'ordre de Saint-Jean de Jérusalem,. En 1773 il devient chevalier de l'Ordre. En 1776, il reçoit la commanderie de Villedieu la Montagne, par la suite celles de Maupas et Soissons. Juste avant la Révolution, il devient bailli de l'ordre de Saint-Jean de Jérusalem,

### Officier
En parallèle, il est aussi officier dans les armées du Roi de France. il sert outre Rhin jusqu'au Traité de Paris, en 1762.   En 1776, il est aide de camp du général de Poyanne[réf. nécessaire].  
Major au régiment Royal-cavalerie en 1785, il termine sa carrière militaire comme lieutenant-colonel.

### Carrière politique
À la Révolution, il n'émigre pas. Il devient l'un des chefs du royalisme en Normandie après la chute de Robespierre le 9 Thermidor.
Le 24 germinal an V, il est élu député de la Seine-Inférieure au Conseil des Cinq-Cents et y siège, comme royaliste, jusqu'en l'an VII. La loi du 19 fructidor met un terme à son mandat.
En 1804, il participe à la conspiration de Cadoudal, ce qui lui vaut d'être arrêté, puis emprisonné au Temple et à Laon , jusqu'à la fin du Premier Empire. 
Retiré ensuite à Blangy-sur-Bresle, Il y meurt le 21 février 1840, âgé de 95 ans.

## Sources
- Albéric de Calonne, François de Calonne d'Avesne, 1887, Amiens, Delattre-Lenoel, 78 pages.
- Adolphe Robert & Gaston Cougny, Dictionnaire des Parlementaires Français, tome 1, 1889, Paris, Bourloton, p. 555.
- Prévost & Roman d'Amat, Dictionnaire de Biographie Française, tome 7, 1956, Paris, Letouzey, col. 926.
- Louis de La Roque, Catalogue des chevaliers de Malte appelés successivement chevaliers de l'ordre militaire et hospitalier de Saint-Jean de Jérusalem, de Rhodes et de Malte, 1891, Alp. Desaide, Paris

## Pour approfondir